# Bockhorst
Bockhorst là một đô thị thuộc huyện Emsland, trong bang Niedersachsen, Đức. Đô thị này có diện tích 18,19 km².